# Joodse begraafplaats (Herwijnen)
De Joodse begraafplaats in Herwijnen is ingericht op een apart deel van de algemene begraafplaats aan de Peperstraat. Er staan zes grafstenen, waarvan één een dubbelgraf markeert.
Herwijnen had aan het begin van de 19de eeuw ongeveer 30 Joodse inwoners en dat aantal bleef gedurende de hele eeuw gelijk. In de 19de werd het aantal lager en nog voor de Tweede Wereldoorlog werd de gemeente definitief bij Zaltbommel gevoegd. Vóór 1821 en tussen ca. 1870 en 1920 was Herwijnen zelfstandig als bijkerk.
De begraafplaats zal omstreeks 1870 zijn ingewijd. Toen werd Herwijnen immers weer zelfstandig en de oudste grafsteen dateert ook van die tijd (1874). De familienaam van Straten overheerst op de begraafplaats. Vier van de zes zerken dragen deze naam.